# Kanton Mèze
Mèze is een kanton van het Franse departement Hérault. Het kanton maakt deel uit van de arrondissementen Béziers (7), Lodève (5) en Montpellier (6)

## Gemeenten

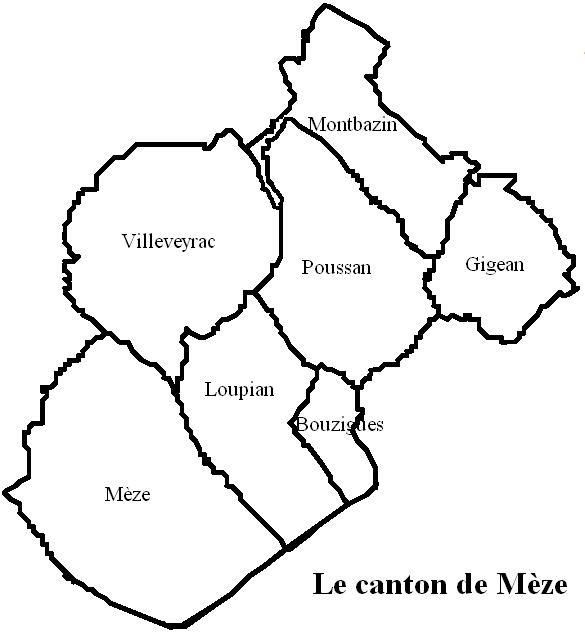
Ligging van gemeenten in het kanton tot 2014

Het kanton Mèze omvatte tot 2014 de volgende 7 gemeenten:
- Bouzigues
- Gigean
- Loupian
- Mèze (hoofdplaats)
- Montbazin
- Poussan
- Villeveyrac

Bij de herindeling van de kantons door het decreet van 26 februari 2014, met uitwerking op 22 maart 2015, werd Gigean overgeheveld naar kanton Frontignan en werden volgende  12 gemeenten aan dit kanton toegevoegd, namelijk : 
- Adissan
- Aumes
- Cabrières
- Cazouls-d'Hérault
- Fontès
- Lézignan-la-Cèbe
- Lieuran-Cabrières
- Montagnac
- Nizas
- Péret
- Saint-Pons-de-Mauchiens
- Usclas-d'Hérault